# Chrześcijaństwo w Bahrajnie
Chrześcijaństwo w Bahrajnie jest religią mniejszościową wobec dominującego islamu. Wyznaje je około 9% mieszkańców tego kraju, czyli około 112 000 osób. Tamtejsi chrześcijanie to w olbrzymiej większości imigranci, część z nich posiada jednak obywatelstwo. Należą do różnych wyznań: katolickiego, prawosławnego, protestanckiego. Są wśród nich również członkowie kościołów orientalnych.
Większość chrześcijan posiadających obywatelstwo Bahrajnu to członkowie tak zwanej starej imigracji lub ich potomkowie. Liczba chrześcijan z obywatelstwem Bahrajnu wynosi około 1000 osób. Przybywali oni do swej nowej ojczyzny od późnych lat trzydziestych do wczesnych lat sześćdziesiątych XX wieku, choć pierwsza odnotowana obecność pochodzi z XII wieku. Pochodzą głównie z Jordanii, Palestyny i Iraku, choć są i Libańczycy, Syryjczycy oraz mieszkańcy Indii. Wielu z nich, mimo posiadania obywatelstwa, nadal kultywuje tradycje krajów pochodzenia. Na przykład znaczna część chrześcijan z Palestyny nadal posługuje się tamtejszym wariantem języka arabskiego, a nie jego bahrajńskim dialektem.
Większość chrześcijan to prawosławni chrześcijanie, przy czym największym kościołem pod względem liczby wiernych jest Kościół prawosławny.
Chrześcijanie w Bahrajnie mają zapewnioną wolność religijną oraz swobodę odbywania praktyk religijnych.

## Znani bahrajńscy chrześcijanie
- Alees Samaan – bahrajńska polityk i była ambasador Bahrajnu w Wielkiej Brytanii